# 공자춘추전국시대
공자춘추전국시대(孔子, Confucius)는 중국에서 제작된 후메이 감독의 2010년 액션, 드라마 영화이다. 주윤발 등이 주연으로 출연하였고 최보주 등이 제작에 참여하였다.

## 출연

### 주연
- 주윤발
- 저우쉰
- 젠빈천

### 조연
- 야오루
- 왕반
- 루이
- 임천
- 유봉초
- 장카이리

## 제작진
- 출품인: 한싼핑
- 출품인: 잠건훈
- 출품인: 유영
- 프로듀서: 한싼핑
- 프로듀서: 최보주
- 프로듀서: 유영
- 프로듀서: 왕위민
- 미술: 임조상
- 미술: 모회청
- 의상: 해중문